# Pervicchio
Pervicchio o Parvicchio (in croato Prvić) è un'isola disabitata della Croazia nel canale della Morlacca, poco a sud dell'isola di Veglia.
Amministrativamente appartiene al comune di Bescanuova, nella regione litoraneo-montana.

## Geografia
Pervicchio è bagnato dal canale della Morlacca a est e dal Quarnarolo a ovest, a nord lo stretto di Segna o Porta di Segna (Senjska vrata) lo separano da Veglia mentre a sud il canale di San Gregorio (Grgurov kanal) lo separa da San Gregorio e dall'isola Calva. Nel punto più ravvicinato dista 4,26 km dalla terraferma. e poco più di 900 m da Veglia.
Le estremità sono: punta della Guardia (rt Stražica) a nord, punta Grossa (Debeli rt) a ovest e punta Sillo (rt Šilo) che è sia il punto più meridionale che il punto più orientale.
Pervicchio è un'isola dalla forma allungata che si restringe nella parte sudorientale. Orientato in direzione nordovest-sudest, misura 7,9 km di lunghezza, da punta della Guardia a punta Sillo, e 2,58 km di larghezza massima. Ha una superficie di 12,76 km² e uno sviluppo costiero di 23,12 km.
L'isola è per la maggior parte un vasto altopiano roccioso con altezze che variano dai 250 m ai 300 m, e picchi di 320-350 m. Le coste sono alte e scoscese con una serie di gole dalle pareti a strapiombo di 160-300 m lungo tutto il perimetro.
Nella parte centro-orientale, raggiunge un'elevazione massima di 356 m s.l.m. (Šikovac). Altre alture degne di nota sono le scogliere Zakantun (354,4 m) e Kur (349 m), rispettivamente a sudest e nordovest di Šikovac, le colline Kudilja (339 m) nella parte meridionale e Šupovica (308 m) e Mražna (305,6 m) nella parte occidentale.
La zona occidentale è la più accessibile, vi si trovano alcune spiagge e numerosi camminamenti che permettono di raggiungere l'altopiano, e l'unico approdo sicuro è la baia Dubac o Dubas (uvala Dubac), a nord-ovest. Nella baia Gnivizza (uvala Njivica) ci sono i resti di un piccolo insediamento risalente all'epoca dei conti Frangipane. L'unica zona accessibile nella parte orientale è invece la gola antestante la baia della Pećna (uvala Pećna), in cui sfocia uno dei pochi torrenti dell'isola.

Le acque che circondano Pervicchio sono anch'esse ricche di scogliere e gole sommerse che raggiungono profondità di -70-90 m con una punta massima di -108 m poco a sud di punta Sillo.

Un faro si trova a punta della Guardia.

### Clima
Il clima su Pervicchio è condizionato dalla frequente e spietata bora che qui spira per 203 giorni all'anno, 73 giorni dei quali (estate esclusa) con una forza di 11-12 sulla scala Beaufort dei venti, pari quindi a un fortunale-uragano.

### Flora e fauna
L'intera isola, le acque circostanti e il canale di San Gregorio sono una riserva ornitologica speciale dal 1972, mentre la sola area sommersa lungo le coste costituisce un sito di importanza comunitaria istituito nel 2013.

Pervicchio è un importante luogo di riproduzione per diverse specie di uccelli, tra le quali il grifone, l'aquila reale, il biancone, il falco pellegrino e il gufo reale. Il grifone in particolare conta una popolazione (10-15 coppie) seconda solo a quella presente sull'isola di Cherso. Altre specie che si fermano qui durante la migrazione sono la strolaga minore, la strolaga mezzana e alcune specie di anatre. Oltre alle pecore, portate qui a pascolare dalla vicina Veglia, e ai conigli, su Pervicchio si incontrano anche esemplari di rospo smeraldino, di algiroide magnifico e di lucertola adriatica nella sua sottospecie fiumana.

La vegetazione dominante è costituita da specie erbacee e arbustive resistenti alla bora e alle alte concentrazioni di sale come Crithmum e Limonium, ma nelle zone più riparate si trovano anche pini neri, querce e fichi. A causa del clima sono presenti specie alpine e sub-alpine quali la Sesleria tenuifolia, la Daphne alpina e la Crepis chondrilloides. Sull'isola crescono anche specie endemiche del Quarnaro come la Campanula fenestrellata subsp. istriaca e la Asperula dalmatica, e specie endemiche locali come la Centaurea liburnica e l'Astragalus sp.

L'ambiente sottomarino abbonda anch'esso di specie: nel canale di San Gregorio sono presenti 175 differenti specie di alghe, tra le quali l'endemico Fucus virsoides, mentre la zona a nordest è dominata dalla presenza di coralli e alghe calcaree.

### Isole adiacenti
- Scogli Brasugnin[18] (Školjići)[5][19], due piccoli scogli situati a un centinaio di metri dal capo settentrionale di Pervicchio. 44°56′04″N 14°46′11″E
- Scogli Gnivizza[20][21] o Gniviza[5] (hridi Njivica)[22], due scogli lungo la costa sudoccidentale di Pervicchio con un'area complessiva di 0,00118 km²[6]. 44°54′05.8″N 14°46′57.5″E

### Cartografia
- (HR) Mappa topografica della Croazia 1:25000, su preglednik.arkod.hr.
- Carta di cabottaggio del mare Adriatico, foglio V, Milano, Istituto geografico militare, 1822-1824. URL consultato il 17 febbraio 2017 (archiviato dall'url originale il 17 dicembre 2021).